# Río Guadalfeo
Río Guadalfeo är ett vattendrag i Spanien.   Det ligger i regionen Andalusien, i den södra delen av landet, 400 km söder om huvudstaden Madrid.